# Mansfield, Texas
Mansfield là một thành phố thuộc quận Tarrant, tiểu bang Texas, Hoa Kỳ. Năm 2010, dân số của xã này là 56368 người.

## Dân số
- Dân số năm 2000: 28031 người.
- Dân số năm 2010: 56368 người.